# Le Moulinet-sur-Solin
Le Moulinet-sur-Solin är en kommun i departementet Loiret i regionen Centre-Val de Loire strax norr Frankrikes mitt. Kommunen ligger i kantonen Gien som tillhör arrondissementet Montargis. År 2022 hade Le Moulinet-sur-Solin 128 invånare.

## Befolkningsutveckling
Antalet invånare i kommunen Le Moulinet-sur-Solin
| Referens: INSEE |